# Leider lustig
Leider lustig ist eine deutsche Comedy-Fernsehserie mit Marti Fischer. Seit 2016 wurden drei Staffeln der Serie gedreht, die alle bereits komplett auf KiKa ausgestrahlt wurden.

## Konzeption
Die Sketch Comedy Leider lustig wird von dem u. a. aus YouTube bekannten Marti Fischer moderiert. In jeder Folge ist ein bekannter Gast bzw. eine Gruppe an Gästen aus Film, Fernsehen oder Musik anwesend.

## Episoden
| Staffel 1                  | Staffel 2                   | Staffel 3                        |
| -------------------------- | --------------------------- | -------------------------------- |
| Pilot Mit Malte Arkona     |                             |                                  |
| 1 Mit Chris Tall           | 11 Mit Daniele Rizzo        | 21 Mit Die Lochis                |
| 2 Mit Eric Mayer von PUR+  | 12 Mit Freshtorge           | 22 Mit Gil Ofarim                |
| 3 Mit Bernd das Brot       | 13 Mit Tommy Scheel         | 23 Mit TC                        |
| 4 Mit Shary Reeves         | 14 Mit Muschda Sherzada     | 24 Mit Clarissa von Kummerkasten |
| 5 Mit Art of Mouth         | 15 Mit Mirella              | 25 Mit Joey’s Jungle             |
| 6 Mit Space Frogs          | 16 Mit Santiago Ziesmer     | 26 Mit Jessica Lange             |
| 7 Mit Phil Laude           | 17 Mit Christine Henning    | 27 Mit RobBubble                 |
| 8 Mit Bürger Lars Dietrich | 18 Mit Ole Specht           | 28 Mit Julia Krüger              |
| 9 Mit Amiaz                | 19 Mit Ralph Caspers        | 29 Mit Tim von Timster           |
| 10 Die Mitbestimmungsfolge | 20 Mit Bürger Lars Dietrich | 30 Special: Promi-Alarm          |

## Auszeichnungen
- 2016: Nominierung für den Goldenen Spatz